# 矢作栄蔵

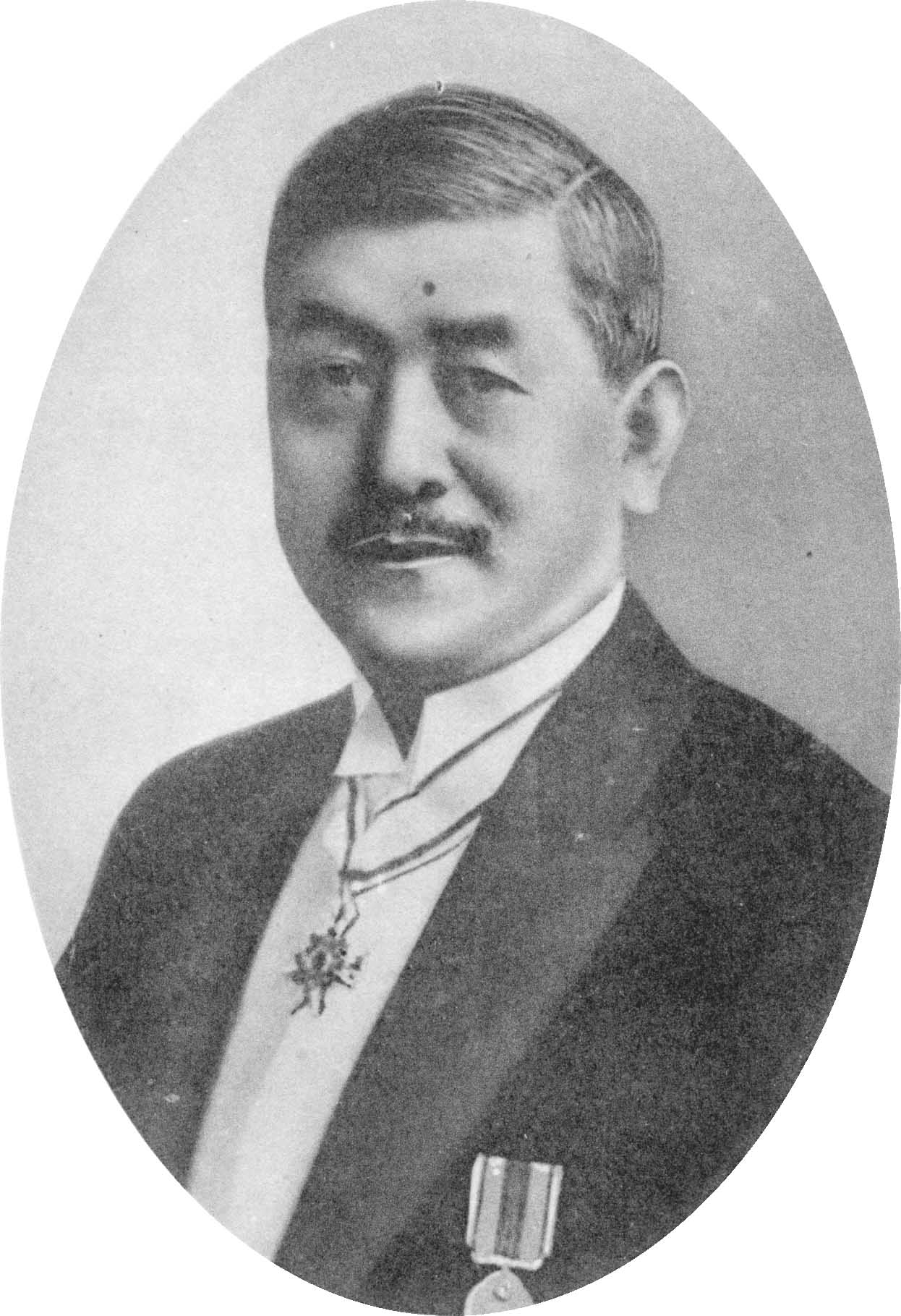
矢作栄蔵

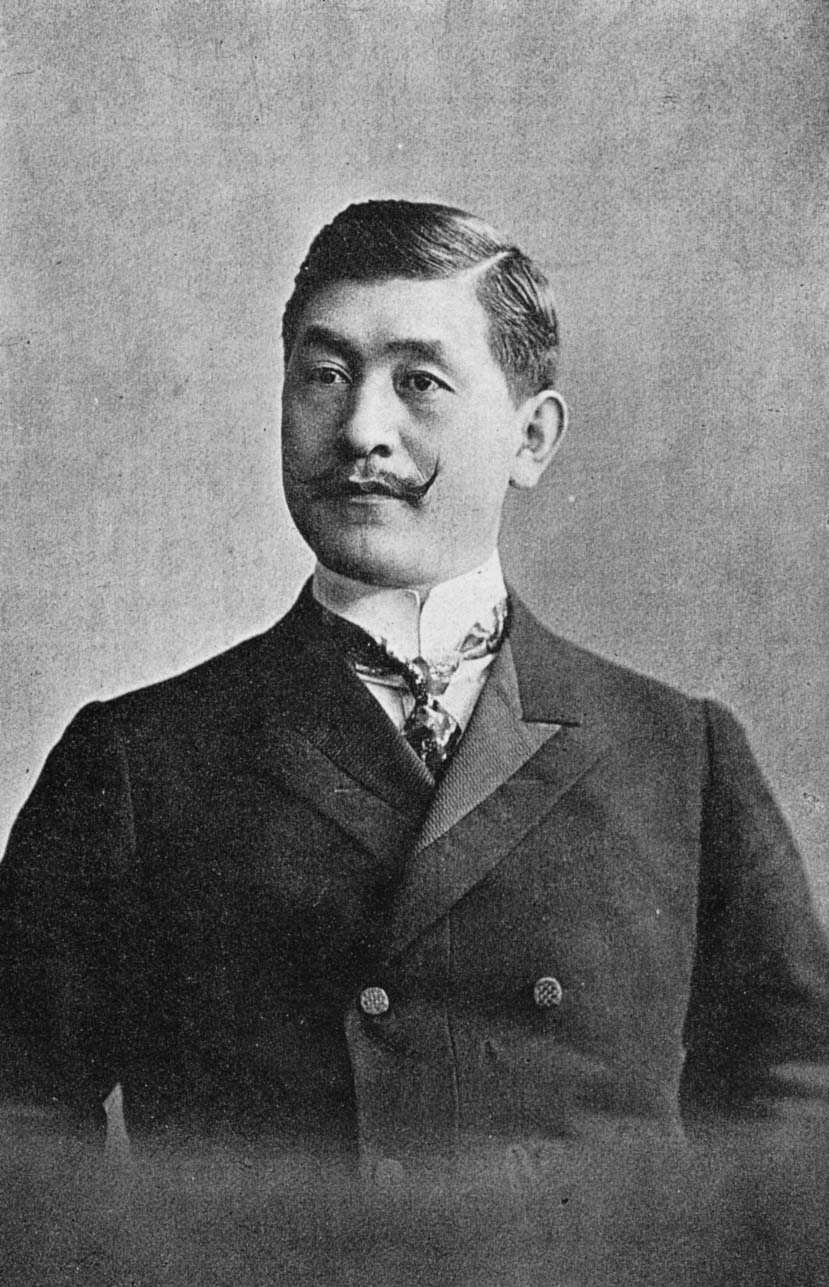
矢作栄蔵

矢作 栄蔵（やはぎ えいぞう、1870年8月21日（明治3年7月25日） - 1933年（昭和8年）12月18日）は、日本の農業経済学者。東京帝国大学経済学部教授同経済学部長。法学博士。

## 経歴
埼玉県出身。矢作八蔵の二男。1895年（明治28年）、東京帝国大学法科大学政治科を卒業し、大学院に入って農業経済学を専攻した。1901年（明治34年）、同大学農科大学助教授に就任し、翌年から経済学研究のためドイツ、フランス、イギリスに留学した。1907年（明治40年）に帰国した後、東京帝国大学農科大学教授と法科大学教授に任じられ、法学博士号を受けた。のち学部改編で経済学部教授兼農学部教授となり、さらに経済学部長に就任した。
その他、帝国学士院会員、帝国農会会長、農事電化協会会長、産業組合中央会理事、学士会専務理事などを務めた。

## 人物
宗教は臨済宗。趣味は茶道、ゴルフ。

## 栄典
- 1931年（昭和6年）4月15日 - 従三位[4]

## 著書
- 『不動産銀行論』（巌松堂、1911年）